# Wilhelm Methner

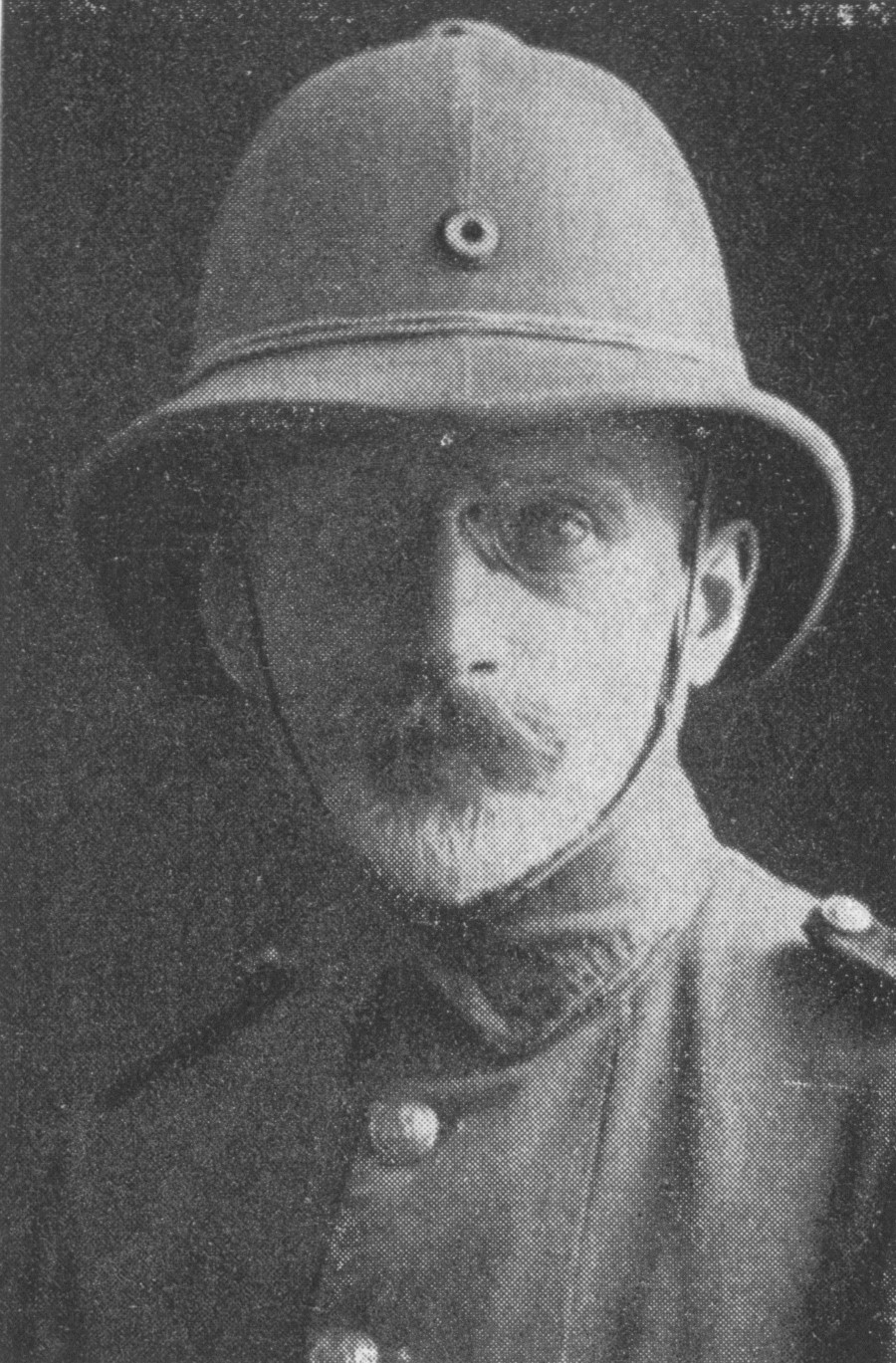
Wilhelm Methner (1871–1951)

Wilhelm Methner (Wilhelm Friedrich Karl Methner, * 14. Januar 1871 in Proskau, Landkreis Oppeln; † 30. Januar 1951 in Magdeburg) war ein deutscher Jurist und Kolonialbeamter.

## Leben
Wilhelm Methner wurde 1871 als letztes Kind des Pastors Adolf Wilhelm Eduard Methner und seiner Ehefrau Pauline Emilie (geb. Grandke) in Proskau in Schlesien geboren. In 1873 übersiedelte die Familie nach Konradswaldau. Wilhelm Methner besuchte das Gymnasium in Brieg, wo er in 1891 die Reifeprüfung bestand. Er studierte Rechtswissenschaft an der Universität Breslau und absolvierte den Militärdienst. Danach war er als junger Jurist in einigen schlesischen Städten tätig. 1901 legte er sein juristisches Examen ab.
Methner bewarb sich für den Kolonialdienst und im Mai 1902 wurde er nach Deutsch-Ostafrika geschickt. Dort war er als Bezirksrichter tätig, zunächst in Dar es Salaam and später in Tanga. In 1904 wurde er zum Landkommissar für die nördlichen Bezirke ernannt, und am 1. Januar 1905 zum Referenten bei der Zentralverwaltung in Dar es Salaam. Von November 1905 bis Januar 1906 diente er als Leutnant der Schutztruppe während des Maji-Maji-Krieges.
Im September 1906 trat Albrecht von Rechenberg sein Amt als Gouverneur von Deutsch-Ostafrika an. Kurz danach wurde Methner zum Bezirksamtmann zu Moschi ernannt, wo er die glücklichsten drei Jahre seiner Karriere verbrachte. 1908 reiste Methner nach Deutschland auf Urlaub, wo am 20. August 1908 er sich mit Johanna (Hanna) Klimpel, der Tochter eines Berliner Kaufmanns, verheiratete.
Mitte 1909 wurde Methner nach Dar es Salaam versetzt. Dort fungierte er als Erster Referent, oder anders gesagt als Stellvertreter des Gouverneurs. Mit seiner Reformpolitik hatte Rechenberg sich die Feindschaft weiten Kreisen der europäischen Bevölkerung zugezogen. Er fand sich also in einer schwierigen Lage aber er fasste Vertrauen zu Methner, der den Gouverneur treu unterstützte. Als 1910 der Herausgeber einer Zeitung Rechenberg der Homosexualität mit afrikanischen Untergebenen bezichtigte, wurde auch Methner in der Sache verwickelt.
Im Oktober 1911 verließ Rechenberg die Kolonie, und Methner diente bis Oktober 1912 als stellvertretender Gouverneur von Deutsch-Ostafrika, weil der neue Gouverneur, Heinrich Schnee, die Kolonie bereisen wollte, bevor er sein Amt antrat.
Mit dem Ausbruch des Ersten Weltkriegs geriet Schnee mit dem Chef der Schutztruppe, Paul von Lettow-Vorbeck, aneinander. Schnee wollte die Kolonie aus den Kämpfen heraushalten, und Lettow setzte auf Angriff. Methner, der sein lebenslang für das Militär schwärmte, beantragte seine Einberufung zur Schutztruppe. Manche seiner Kollegen verübelten ihm diesen Schritt als Verrat am Gouverneur. Während des Kriegs diente Methner als Kompaniechef an der Nordgrenze der Kolonie und am Kilimanjaro, und später war er bei der Belagerung von Newala und auch im Lukuledital tätig. Bereits bei Lettows Überquerung des Ruvuma-Flusses im September 1917 war Methner schwer erkrankt, und bald darauf musste er sich ergeben. Er wurde in Ägypten interniert, und gegen Ende 1919 nach Deutschland repatriiert.
In Berlin war Methner bis 1924 als Direktor im Reichsausgleichsamt tätig. In den Ruhestand versetzt, wirkte er als Rechtsanwalt und Notar in Stolberg im Harzgebirge. Auch warb er für die Rückgabe der deutschen Kolonien. Am Ende des Zweiten Weltkrieges übersiedelte Methner nach Magdeburg, wo er im Januar 1951 starb.

## Werke
- Abriss der Geschichte Schlesiens, München, 1926.
- Aus den deutschen Kolonien, Stuttgart 1927.·
- Die Häfen Deutsch-Ostafrikas, Berlin 1927.
- Abriß der Geschichte der deutschen Kolonien, Berlin u. München 1930.
- Unter drei Gouverneuren – 16 Jahre Dienst in deutschen Tropen, Breslau 1938.